# Lavapiés
Lavapiés – stacja metra w Madrycie, na linii 3. Znajduje się w dzielnicy Centro, w Madrycie i zlokalizowana pomiędzy stacjami Sol i Embajadores. Została otwarta 9 sierpnia 1936.